# فهد الصالح (ممثل)
فهد  الصالح، (5 نوفمبر 1995 -) ممثل كويتي.

## أعماله الفنية

### في التلفزيون[2]
| سنه الإنتاج | اسم المسلسل          | بمشاركة |
| ----------- | -------------------- | --- |
| 2015        | النور                | عبد العزيز جاسم، حمد العماني، نور، باسم عبد الأمير، غدير السبتي، حلا                                                             |
| 2016        | ساعة الصفر           | إبراهيم الحربي، زهرة الخرجي، هيفاء حسين، حبيب غلوم، يعقوب عبد الله، بثينة الرئيسي، آلاء شاكر، فهد باسم                           |
| 2017        | ذكريات لا تموت       | فاطمة الصفي، أمل العوضي، بثينة الرئيسي، إنتصار الشراح، مشاري البلام                                                              |
| 2017        | كحل أسود قلب أبيض    | عبد المحسن النمر، جاسم النبهان، مرام البلوشي، هبة الدري، بثينة الرئيسي، حسين المهدي، عبد الله التركماني، نور، فوز الشطي، ميس كمر |
| 2018        | عزوتي                | خالد أمين، إلهام الفضالة، فاطمة الصفي، لطيفة المجرن، فرح الصراف، فهد باسم                                                        |
| 2018        | روتين                | محمد المنصور، خالد أمين، إلهام الفضالة،أحمد السلمان،شيماء علي، هند البلوشي، غدير السبتي، ناصر عباس                               |
| 2018        | الجسر                | إبراهيم الصلال، عبد العزيز المسلم، غازي حسين، زهرة الخرجي، باسمة حمادة، أحمد السلمان، شهد الياسين                                |
| 2018        | مع حصة قلم           | حياة الفهد، محمد جابر، مشاري البلام، زهرة الخرجي، عبير أحمد، يعقوب عبد الله، حسين المهدي، نور الغندور                            |
| 2018        | آخر شتا              | فيصل العميري (تمثيل وإخراج)، حسين المهدي، محمد صفر، حمد أشكاني، يوسف البلوشي، عبد الله الزيد                                     |
| 2020        | عافك الخاطر          | إخراج مناف عبدالله ، تمثيل أسمهان توفيق، سليمان الياسين، خالد أمين، عبير أحمد، مشاري البلام، هبة الدري                           |
| 2021        | مواطن ملعون أبو خيري | إخراج محمد الحملي، تمثيل عبد العزيز النصار، موسى كاظم، زمن عبد الله، فاطمة عبد اللطيف                                            |

### في المسرح
| سنه الإنتاج | اسم المسرحية         | بمشاركة                                                                                           |
| ----------- | -------------------- | ------------------------------------------------------------------------------------------------- |
| 2011        | كرسي الشعب           | على الحسيني                                                                                       |
| 2012        | أحلام سعيدة          | بثينة الرئيسي، محمد الحملي، فهد البناي، نورة العميري، فهد باسم                                    |
| 2013        | سوبر آر              | بثينة الرئيسي، نورة العميري، مبارك المانع، محمد الحملي                                            |
| 2014        | البومة               | عبد الرحمن العقل، منى شداد، هبة الدري، مبارك المانع، محمد الحملي                                  |
| 2014        | سافانا               | منى شداد، محمد الحملي، نورة العميري، يوسف الحشاش                                                  |
| 2014        | حفلة في الخازوق      | نوف سلطان                                                                                         |
| 2015        | تانيا                | هيا عبد السلام، فرح الصراف، بدر الشعيبي، محمد العلوي                                              |
| 2015        | مصنع الكارتون        | زهرة عرفات، محمد العلوي، عبد المحسن العمر، هنادي الكندري، أسيل عمران، بدر الشعيبي                 |
| 2015        | هند في الجيش         | هند البلوشي، نواف القطان، سارة عبد الغني، مشاري العوضي                                            |
| 2016        | أليس في بلاد الأقزام | بدر الشعيبي، عبد الله عباس، لولوة الملا، ناصر عباس، محمد المسلم                                   |
| 2016        | الفيران              | ناصر عباس، عبد الله عباس، بدر الشعيبي، جاسم عباس، محمد المسلم، روان الصايغ                        |
| 2017        | وندي                 | ناصر عباس، عبد الله عباس، محمد المسلم، جاسم عباس، روان الصايغ                                     |
| 2018        | القطاوة              | ناصر عباس، عبد الله عباس، محمد المسلم، روان الصايغ                                                |
| 2019        | واكاندا              | إخراج بدر الشعيبي، تمثيل جاسم عباس، محمد المسلم، روان مهدي، بدر الشعيبي، عبد الله عباس، ناصر عباس |

### البرامج
| سنه الإنتاج | اسم البرنامج | بمشاركة                   |
| ----------- | ------------ | ------------------------- |
| 2014        | لو باتري     | محمد الحملي، نورة العميري |